# Массовое убийство в Райняйском лесу
Массовое убийство в Райняйском лесу — убийство 74—76 заключенных тельшяйской тюрьмы в лесу около города Тельшяй в ночь с 24 на 25 июня 1941 года силами НКВД при участии военнослужащих Красной армии. Среди убитых был литовский офицер Владас Петронайтис, которого жестоко пытали после ареста.
28 июня, вскоре после начала немецкой оккупации, возле деревни Райняй, недалеко от города в лесу, нашли 74 (по другим данным 76) тела, которые были опознаны как заключённые тюрьмы города Тельшяй, убитые 24 — 25 июня 1941 года. По одной версии они были убиты сотрудниками НКВД, по другой версии сотрудниками НКВД и военнослужащими РККА. И СССР, и нацистская Германия, использовали это убийство в своей пропаганде, причём Третий Рейх пытался разжигать с его помощью антисемитские настроения.

## После войны
В 1944 году территория Литвы вновь перешла под советский контроль, но только с 1988 года с началом процесса перестройки в СССР массовое убийство вновь стали обсуждать. В 1991 году в Райняй в память о жертвах была открыта часовня. В 2001 году, уже после распада СССР, Шяуляйский окружной суд заочно приговорил к пожизненному заключению бывшего сотрудника НКВД Петра Расланаса, в следующем году он скончался в России. Ещё несколько подозреваемых перебрались в Россию и Израиль.
Литовская прокуратура считала, что одним из подозреваемых в совершении массового убийства был подполковник советских спецслужб Нахман Душанский, который после войны участвовал в операциях МГБ по поимке членов литовского шуцманшафта (в том числе и причастных к преступлениям Холокоста). В 1989 году Душанский репатриировался в Израиль: литовские власти несколько раз требовали от Израиля выдать им Душанского, но получили отказ. Сам Душанский утверждал, что его не было в Райняйском лесу в день убийства, и не был уверен в том, что литовский суд объективно разобрался в этом деле:

Но кто именно убил — «немцы или русские», немецкие диверсанты, тюремный конвой, отступающие красноармейцы или работники НКВД — долго не стали разбираться, просто в «убийцы» сразу попытались зачислить прямо по именному списку весь личный состав Тельшайского отдела НКВД, командный состав погранотряда и так далее. Что произошло на самом деле под Райняем, на чьей совести эти жертвы — я точно не знаю, и до сих пор лично не уверен, что суд, заочно осудивший за трагедию в Райняе моего товарища Расланаса, во всем разобрался полностью и объективно, и что ему не «всучили» сфабрикованные документы и «подставных свидетелей». Не могу быть до конца уверенным, там некоторые моменты просто не стыкуются…